# 辽河街道 (盘锦市)
辽河街道，是中华人民共和国辽宁省盘锦市双台子区下辖的一个乡镇级行政单位。

## 行政区划
辽河街道下辖以下地区：
化建社区、卫工社区、湖滨社区、庆华社区、希望社区、晟华社区、魏家社区和魏家村。